# 西北核技术研究所
西北核技术研究所是一所位于中华人民共和国陕西省西安市东郊的多学科研究机构。西北核技术研究所筹建于1950年代末，1963年正式成立。研究所早期位于新疆中国核试验基地，后迁址至西安。研究所曾隶属于中华人民共和国国防科学技术工业委员会，后改隶中国人民解放军总装备部。研究所自1985年起招收研究生，拥有博士、硕士学位授予权。据2002年资料，研究所有科研人员约800人，其中200人有研究员、副研究员或高级工程师职称。研究所的6名研究人员当选中国科学院、中国工程院院士。研究所涵盖核技术及应用、工程力学、无机化学、物理电子学、电磁场与微波技术等学科。研究所拥有脉冲反应堆、“闪光二号”强流相对论电子加速器等科研设备。研究所附设图书馆，出版有3种学术期刊。